# Акт за съюз (1800)
Актът за съюз от 1800 г. обединява Кралство Великобритания и Кралство Ирландия и създава Обединено кралство Великобритания и Ирландия, влизайки в сила на 1 януари 1801 г. Актът все още е в сила във Великобритания, но е отменен в Република Ирландия.
Знамето, създадено като последица от съюза на Кралство Великобритания и Ирландия през 1800 г. все още е знаме на Обединеното кралство. Наречен Union Jack, той съчетава знамената на Кралство Англия (което включва Уелс) и Кралство Шотландия с Кръста на свети Патрик, който предсталява Ирландия.